# Metello Bichi
Metello Bichi (Siena, 1541 – Roma, 14 giugno 1619) è stato un cardinale e arcivescovo cattolico italiano.

## Biografia
Di nobile famiglia, era figlio di Alessandro Bichi e di Porzia Ghini Bandinelli. Conseguì la laurea in utroque iure. Fu docente di istruzione a Siena fra il 1580 e il 1582; successivamente si recò a Roma, dove fu accolto da Orazio Borghese, uditore della Camera Apostolica. Camillo Borghese, il futuro papa Paolo V, lo raccomandò per l'episcopato.
Il 15 giugno 1596 fu eletto vescovo di Sovana, nonostante non fosse ancora stato ordinato. Il 18 febbraio dello stesso anno fu consacrato vescovo dal cardinale Alessandro de' Medici, il futuro papa Leone XI. Ebbe incarichi minori nella Curia romana e rinunciò alla sua diocesi prima del 12 giugno 1606, per stabilirsi a Roma, ove regnava Paolo V. Divenne abate commendatario di alcune abbazie.
Nel concistoro del 17 agosto 1611 papa Paolo V lo creò cardinale e il 12 settembre dello stesso anno ricevette il titolo dei Santi Bonifacio e Alessio.
Il 17 dicembre 1612 fu nominato arcivescovo di Siena; rinunciò alla cattedra prima del 23 marzo 1615.
Morì a Roma e fu sepolto nella chiesa del suo titolo.

## Genealogia episcopale e successione apostolica
La genealogia episcopale è:
- Cardinale Juan Pardo de Tavera
- Cardinale Antoine Perrenot de Granvelle
- Cardinale Francisco Pacheco de Villena
- Papa Leone XI
- Cardinale Metello Bichi

La successione apostolica è:
- Vescovo Fabio Piccolomini (1615)
- Arcivescovo Bernardino Buratto (1615)
- Vescovo Giovanni Gualtieri (1615)